# Glencoe (Alabama)
Glencoe é uma cidade localizada no estado americano do Alabama, no Condado de Calhoun e Condado de Etowah.

## Demografia
Segundo o censo americano de 2000, a sua população era de 5152 habitantes.
Em 2006, foi estimada uma população de 5291, um aumento de 139 (2.7%).

## Geografia
De acordo com o United States Census Bureau, a localidade tem uma área de 41,7 km², dos quais 41,6 km² cobertos por terra e 0,1 km² cobertos por água. Glencoe localiza-se a aproximadamente 165 m acima do nível do mar.

## Localidades na vizinhança
O diagrama seguinte representa as localidades num raio de 16 km ao redor de Glencoe.